# Campeonato Europeu de Atletismo em Pista Coberta de 2015 - Salto em distância feminino
A prova do salto em distância feminino  do Campeonato Europeu de Atletismo em Pista Coberta de 2015 foi disputada entre os dias 6 e 7 de março de 2015 no O2 Arena em Praga, República Checa. 

## Recordes
Antes desta competição, os recordes mundiais e do campeonato nesta prova eram os seguintes:
|                       | Nome            | Nacionalidade     | Distância | Local     | Data                    |
| --------------------- | --------------- | ----------------- | --------- | --------- | ----------------------- |
| Recorde mundial       | Heike Drechsler | Alemanha Oriental | 7m 37cm   | Viena     | 13 de fevereiro de 1988 |
| Recorde do campeonato | Heike Drechsler | Alemanha Oriental | 7m 30cm   | Budapeste | 5 de março de 1988      |
| Recorde europeu       | Heike Drechsler | Alemanha Oriental | 7m 37cm   | Viena     | 13 de fevereiro de 1988 |

## Medalhistas
| Ouro                 | Prata                           | Bronze                   |
| Ivana Španović (SRB) | Sosthene Taroum Moguenara (DEU) | Florentina Marincu (ROM) |

## Cronograma
Todos os horários são locais (UTC+2).
| Data       | Hora  | Evento       |
| ---------- | ----- | ------------ |
| 6 de março | 12:15 | Qualificação |
| 7 de março | 16:45 | Final        |

## Resultados

### Qualificação
Qualificação: 6,65m (Q) ou os 8 melhores qualificados (q).
| Posição | Atleta                      | Nacionalidade | #1   | #2   | #3   | Resultados | Notas |
| ------- | --------------------------- | ------------- | ---- | ---- | ---- | ---------- | ----- |
| 1       | Ivana Španović              | Sérvia        | 6.76 |      |      | 6.76       | Q     |
| 2       | Sosthene Taroum Moguenara   | Alemanha      | 6.72 |      |      | 6.72       | Q,    |
| 3       | Alina Rotaru                | Roménia       | 6.55 | 6.59 | 6.33 | 6.59       | q     |
| 4       | Éloyse Lesueur              | França        | 6.59 | x    | –    | 6.59       | q     |
| 5       | Florentina Marincu          | Roménia       | 6.57 | 6.42 | 6.57 | 6.57       | q     |
| 6       | Aiga Grabuste               | Letônia       | 5.95 | 6.51 | 6.57 | 6.57       | q     |
| 7       | Karin Melis Mey             | Turquia       | 6.57 | 6.49 | 6.48 | 6.57       | q     |
| 8       | Melanie Bauschke            | Alemanha      | 6.53 | 6.44 | 6.32 | 6.53       | q     |
| 9       | Khaddi Sagnia               | Suécia        | 6.52 | x    | 6.42 | 6.52       |       |
| 10      | Nastassia Mironchyk-Ivanova | Bielorrússia  | 6.50 | x    | x    | 6.50       |       |
| 11      | Erica Jarder                | Suécia        | 6.23 | 6.12 | 6.49 | 6.49       |       |
| 12      | Hafdís Sigurdardóttir       | Islândia      | 6.32 | 6.18 | 6.35 | 6.35       |       |
| 13      | Nina Đorđević               | Eslovênia     | 6.16 | 6.23 | 6.30 | 6.30       |       |
| 14      | Xenia Achkinadze            | Alemanha      | 6.09 | x    | 6.29 | 6.29       |       |
| 15      | Jana Velďáková              | Eslováquia    | x    | 6.29 | x    | 6.29       |       |
| 16      | Maryna Bekh                 | Ucrânia       | 6.27 | 6.15 | x    | 6.27       |       |
| 17      | Laura Strati                | Itália        | 6.18 | 6.22 | 6.09 | 6.22       |       |
| 18      | Lucia Slaničková            | Eslováquia    | 6.17 | 6.01 | x    | 6.17       |       |
| 19      | Nadia Akpana Assa           | Noruega       | x    | 6.08 | 5.95 | 6.08       |       |
| 20      | Renáta Medgyesová           | Eslováquia    | x    | 6.04 | 5.70 | 6.04       |       |
| 21      | Maiko Gogoladze             | Geórgia       | 5.88 | x    | x    | 5.88       |       |
| 22      | Claudia Guri                | Andorra       | 5.46 | 5.32 | x    | 5.46       |       |

### Final
A final foi realizada às 16:45 no dia 7 de março de 2015.  
| Posição           | Atleta                    | Nacionalidade | #1   | #2   | #3   | #4   | #5   | #6   | Resultados | Notas                |
| ----------------- | ------------------------- | ------------- | ---- | ---- | ---- | ---- | ---- | ---- | ---------- | -------------------- |
| Medalha de ouro   | Ivana Španović            | Sérvia        | 6.80 | x    | 6.98 | 6.89 | 6.71 | 6.81 | 6.98       | Recorde nacional     |
| Medalha de prata  | Sosthene Taroum Moguenara | Alemanha      | 6.83 | x    | x    | 6.55 | x    | 6.61 | 6.83       | Recorde da temporada |
| Medalha de bronze | Florentina Marincu        | Roménia       | x    | 6.70 | 6.59 | 6.60 | 6.79 | x    | 6.79       | EJR                  |
| 4                 | Alina Rotaru              | Roménia       | x    | 6.74 | 6.50 | 6.53 | 6.69 | x    | 6.74       | Recorde pessoal      |
| 5                 | Éloyse Lesueur            | França        | x    | x    | x    | 6.66 | 6.73 | 6.57 | 6.73       |                      |
| 6                 | Melanie Bauschke          | Alemanha      | 6.59 | x    | 6.48 | 6.57 | 6.45 | 6.39 | 6.59       |                      |
| 7                 | Karin Melis Mey           | Turquia       | x    | 6.57 | x    | 6.45 | 6.42 | 6.50 | 6.57       |                      |
| 8                 | Aiga Grabuste             | Letônia       | 6.54 | x    | x    | x    | 6.41 | 6.36 | 6.54       |                      |

Legenda
| Recorde mundial       | Recorde mundial (World record)               |                       | Recorde africano                      | Recorde africano (African) |                                           | Q | Classificado por posição (Qualified) |
| Recorde do campeonato | Recorde do campeonato (Championship record)  | Recorde da América    | Recorde da América (Americas)         | q                          | Classificado por melhor tempo (Qualified) |   |                                      |
| Melhor marca do ano   | Melhor marca do ano (World leading)          | Recorde asiático      | Recorde asiático (Asian)              | DNS                        | Não largou (Did not start)                |   |                                      |
| Recorde nacional      | Recorde nacional (National record)           | Recorde europeu       | Recorde europeu (European)            | DNF                        | Não terminou (Did not finish)             |   |                                      |
| Recorde pessoal       | Recorde pessoal do atleta (Personal best)    | Recorde da Oceania    | Recorde da Oceania (Oceania)          | DSQ / DQ                   | Desclassificado (Disqualified)            |   |                                      |
| Recorde da temporada  | Recorde da temporada do atleta (Season best) | Recorde sul-americano | Recorde sul-americano (South America) | NM                         | Sem marca (No mark)                       |   |                                      |